# 부론면
부론면(富論面)은 대한민국 강원특별자치도 원주시의 면(面)이다. 남한강이 지난다.

## 개요
부론면은 강원특별자치도, 경기도, 충청북도의 삼도에 접해있고 원주시의 서남단에 위치하며, 동으로는 귀래면과 접하고, 서로는 섬강을 경계로 여주시 점동면에, 남으로는 충주시 소태면과 남한강을 경계로 충주시 앙성면에, 북으로는 문막읍과 여주시 강천면에 접하는 남한강변의 전형적인 농촌지역으로 자리잡고 있다.

## 법정리
- 법천리(法泉里)
- 흥호리(興湖里)
- 손곡리(蓀谷里)
- 노림리(魯林里)
- 정산리(鼎山里)
- 단강리(丹江里)

## 교통

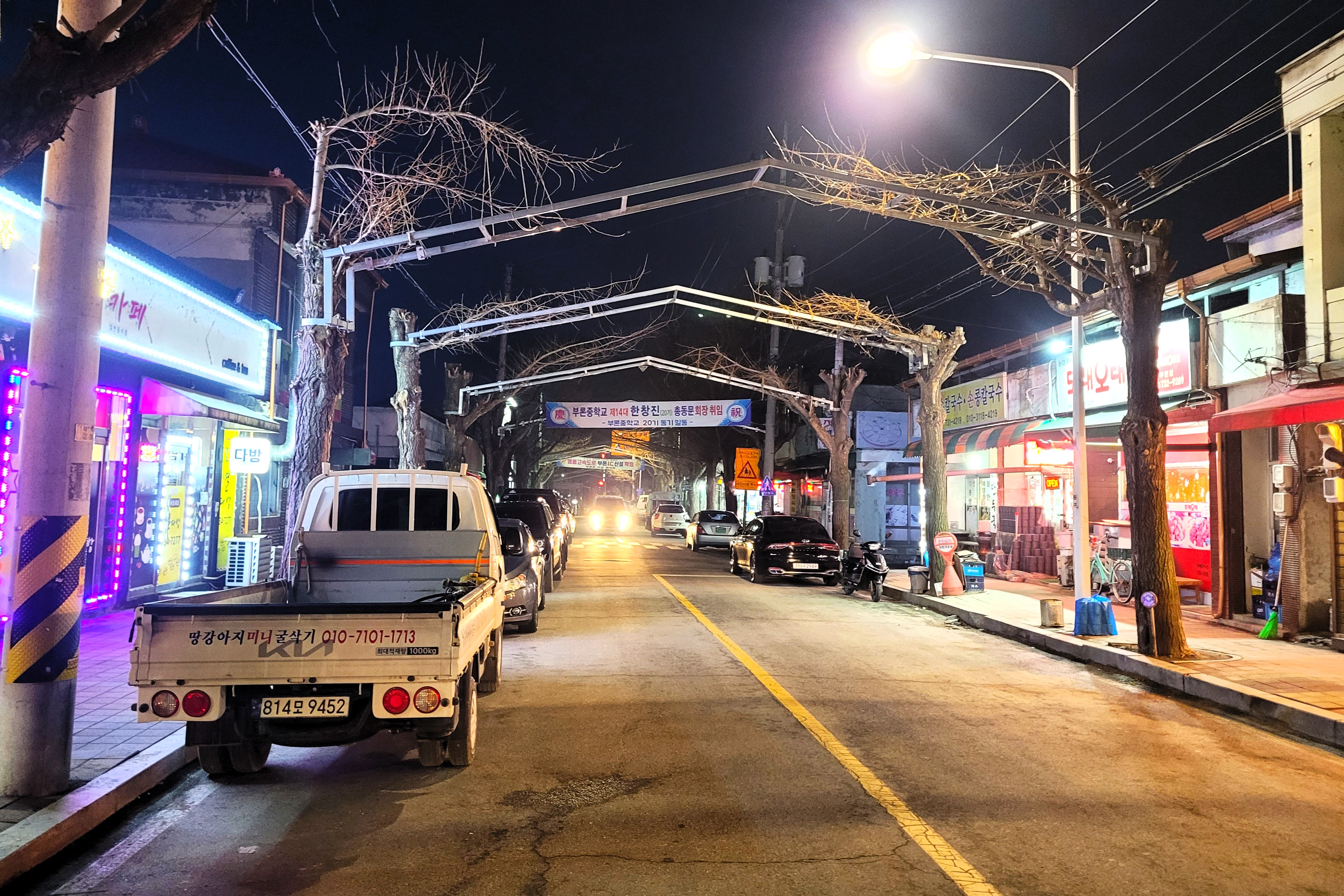
부론면사무소가 있는 법천리 읍내의 모습.

- 2027년 부론일반산업단지의 활성화와 문막ic의 교통량 분산 위해 부론ic(가칭)개통예정[2]

## 교육
- 부론초등학교 (법천리)
  - 손곡분교 (폐교) - 부론면 손비로 21 (손곡리)
  - 단강분교 (폐교) - 부론면 부귀로 751 (단강리)
- 노림초등학교 (폐교) - 부론면 장남밤개길 81 (노림리)
- 부론중학교 (법천리)
- 원주금융회계고등학교 (법천리)